# Chañe
Chañe er en by og kommune i det centrale Spanien i provinsen Segovia. Den har et indbyggertal på 741 (2024) indbyggere.